# زجاج غوريلا

زجاج الغوريلا (بالإنجليزية: Gorilla Glass)‏ هي علامة تجارية من الزجاج المقوى كيميائيًا، يطور ويصنع بواسطة شركة كورنينغ. صمم الزجاج ليكون رقيقًا وخفيفًا ومقاومًا للتلف، ويكتسب قوة سطحه وقدرته على احتواء العيوب ومقاومة الشقوق من خلال غمره في حمام ساخن به ملح البوتاسيوم والتبادل الأيوني.

## صناعته
يصنع زجاج الغوريلا من تعريضه لدرجة حرارة عالية تصل إلى 400 درجة مئوية، وتتم زيادة أيونات البوتاسيوم وكذلك زيادة الضغط على سطح الزجاج لتتعمق أيونات البوتاسيوم تحت السطح مما يكون زجاجاً أكثر قوة وهو سبب كون زجاج الغوريلا أكثر مقاومة للخدش والكسر، ولذلك يستخدم لحماية بعض شاشات التلفاز والأجهزة الأخرى مثل الهواتف والأجهزة اللوحية و الكمبيوتر المحمول.
وبحسب الشركة، فإن زجاج (جوريلا جلاس فيكتوس) يمتلك ضعف مقاومة الخدش التي يوفرها (جوريلا جلاس 6)، وأربعة أضعاف المقاومة الموجودة في زجاج الحماية من الشركات المنافسة. كما قالت الشركة: إن الزجاج نجا من 20 عملية سقوط من ارتفاع متر. وللمقارنة، نجا زجاج (جوريلا جلاس 6) من 15 عملية سقوط من الارتفاع ذاته.
وقال المتحدث باسم (كورنينج): “هذا الزجاج هو تحسن كبير مقارنةً بالزجاج الرائد السابق (جوريلا جلاس 6)، وذلك لكل من مقاومة السقوط والخدش. شعرنا بأن هذا الصنف الزجاجي يستحق اسمًا يوضح أن الاختلاف أكبر من مجرد كونه تدريجيًا”. لذا لم تختر الشركة تسمية الإصدار الجديد (جوريلا جلاس 7)، بل (فيكتوس)، وهي كلمة مشتقة من اللغة اللاتينية وتعني النجاة.

## إصداراته
في عام 2010م كان زجاج الغوريلا يستخدم في حوالي 200 مليون جهاز، ويساوي ذلك حوالي 20% من الأجهزة المحمولة في العالم في ذلك الوقت، أما الجيل الثاني منه يسمى "زجاج الغوريلا 2"، طرح في عام 2012م، وفي 24 أكتوبر من العام نفسه، أعلنت شركة كورنينغ عن استخدام هذا الزجاج في أكثر من مليون جهاز محمول. وفي أوائل 2013، أعلنت كورنينغ عن زجاج الغوريلا 3، الذي حسب ما تقوله الشركة أكثر قوة بثلاث أضعاف وأكثر قدرة على المقاومة من زجاج الغوريلا 2 وأقل 40% في ظهور الخدوش التي يمكن رؤيتها بالعين، كما أنه أرق بنسبة 20%، وفي أواخر 2014م تم الإعلان عن زجاج الغوريلا 4 حيث يمكن لشاشة هاتف ذكي مزودة بهذه الطبقة النجاة من السقوط من ارتفاع متر واحد بنسبة 80 بالمئة في حال سقوطه على سطح قاس.
ومنذ أن أطلقت (كورنينج) زجاج (جوريلا جلاس 3) في عام 2014م مع أفضل مقاومة للخدش في ذلك الوقت، لم تأتِ الإصدارات اللاحقة، وهي: (جوريلا جلاس 4)، و(جوريلا جلاس 5)، و(جوريلا جلاس 6) بأي تحسين جوهري.
وبحسب الشركة، فإن زجاج (جوريلا جلاس فيكتوس) يمتلك ضعف مقاومة الخدش التي يوفرها (جوريلا جلاس 6)، وأربعة أضعاف المقاومة الموجودة في زجاج الحماية من الشركات المنافسة. كما قالت الشركة: إن الزجاج نجا من 20 عملية سقوط من ارتفاع متر. وللمقارنة، نجا زجاج (جوريلا جلاس 6) من 15 عملية سقوط من الارتفاع ذاته.

## مميزات
من مميزات هذا النوع من الزجاج أيضا أنه مقاوم للماء والمواد الكيميائية، لأن الماء في حال وصوله إلى الجهاز قد يسبب تلفه.